# Bào ngư vành tai
Bào ngư vành tai (Danh pháp khoa học: Haliotis asinina) là một loài bào ngư trong họ Haliotidae. Chúng phân bố ở vùng biển Ấn Độ-Thái Bình Dương. Ở Việt Nam, bào ngư vành tai phân bố ở vùng biển các tỉnh miền Trung, kéo dài đến Côn đảo, Phú quốc tới quần đảo Trường sa.

## Đặc điểm
Bào ngư vành tai có dạng vành tai vì vậy mới có tên gọi như trên, mặt ngoài láng nhẵn và thường có 3 tầng xoắn ốc. Vị trí đỉnh vỏ nằm sát mép ngoài vỏ. Mặt ngoài vỏ có 6-7 lỗ mở hô hấp. Vòng sinh trưởng rõ nét ở mặt ngoài và mặt trong vỏ. Lớp xà cừ mặt trong vỏ óng ánh. Cá thể lớn nhất có chiều dài vỏ 112 mm. Chúng có trọng lượng cơ thể lớn (dài 112 mm, nặng 167 gam) và tốc độ tăng trưởng năm nhanh (55 mm).

## Tập tính
Độ mặn và dòng thủy triều cũng như chuyển động sóng là những yếu tố ảnh hưởng đến sự phân bố của bào ngư. Độ mặn bào ngư ưa thích từ 30-34 ‰. Chúng ưa thích các vật bám cứng, do vậy thường bám vào san hô chết và mặt dưới của các rạn đá san nhô ra biển, nơi có sóng vỗ và lượng oxy hòa tan cao. Bào ngư vành tai có tốc độ sinh trưởng từ 2-35,6 mm trong 6 tháng, 55 mm trong 1 năm và 75 mm trong 3 năm.

## Sinh sản
Mùa sinh sản của bào ngư vành tai kéo dài quanh năm, nhưng thời gian đẻ rộ từ tháng 3-4 đến tháng 8-9 hàng năm. Ấu trùng bánh xe (Trochophore), diện bàn (Veliger) không ăn thức ăn ngoài, sinh trưởng dựa vào nguồn noãn hoàng của trứng. Ấu trùng bám (Spat) bắt đầu ăn các loại khuê tảo đơn bào sống đáy như Navicula, Nitzchia có kích thước nhỏ đến 5 mm. Khi chiều dài vỏ đạt 5 mm, bào ngư bắt đầu ăn thêm các loại rong biển như rong câu (Gracilaria), rong nâu (Laminaria), rong lục (Ulva) và rong mơ (Sargassum).